# 变化柄锚参
变化柄锚参（学名：Oestergrenia variabilis）为锚参科柄锚参属的动物。其种加词“variabilis”意为“杂色的”、“变化的”。分布于日本、印度尼西亚，包括渤海、黄海、东海沿岸等海域，一般栖息于水深17-60米的沙泥或软泥底。该物种的模式产地在日本。